# Kluczbork
Kluczbork (tyska: Kreuzburg) är en stad i Övre Schlesien i sydvästra Polen, vid Oders biflod Stobrawa.

## Historia
Staden hette tidigare Kreuzburg och var belägen i det preussiska regeringsområdet Oppeln i provinsen Schlesien. År 1905 hade orten 10 919 invånare. Kreuzburg var Gustav Freytags födelseort. Efter Tysklands nederlag i andra världskriget 1945 hamnade orten på den östra sidan av Oder–Neisse-linjen och tillföll Polen.

## Sevärdheter

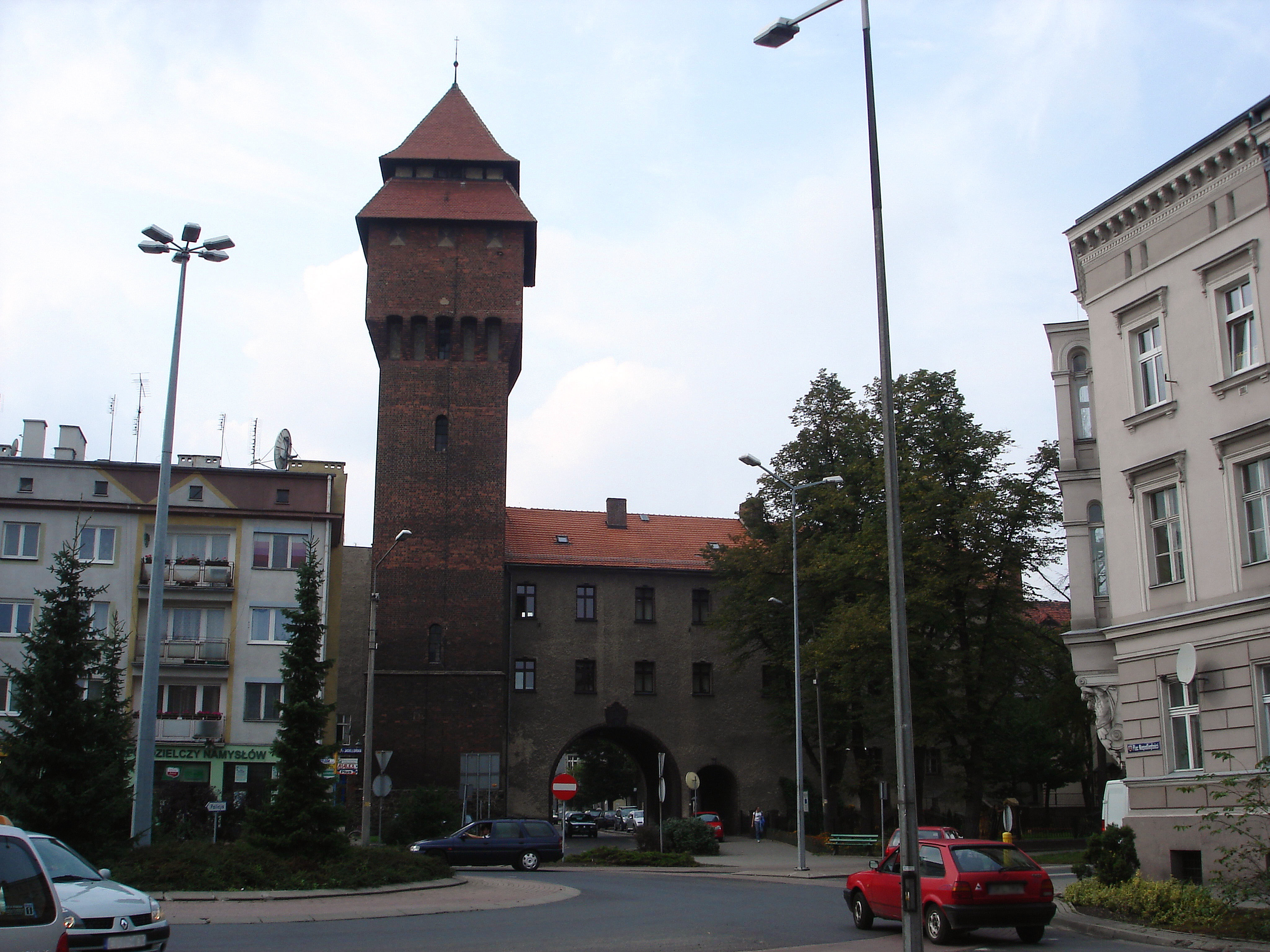
"Krakowtornet" som numera tjänar som stadens vattentorn. Tvåvåningshuset med valv till höger om tornet är idag museum.

"Krakowtornet" (polska: Baszta Krakowska) utgjorde ursprungligen en del av stadens stenslott, troligen uppfört i slutet av 1300-talet. Under 1907–1908 byggdes emellertid slottstornet om till vattentorn. Omedelbart intill tornet ligger vad som ser ut som en tillbyggnad till tornet, men som i själva verket är en ombyggd del av stadens gamla stadsmur. Huset inhyser numera ett museum över Johann Dzierzon, präst och känd som den första moderna biodlaren.